# Molophilus avazhon
Molophilus avazhon là một loài ruồi trong họ Limoniidae. Chúng phân bố ở miền Cổ bắc.